# Championnats du Danemark de VTT
Les championnats du Danemark de vélo tout terrain sont des compétitions annuelles permettant de délivrer les titres de champions du Danemark de VTT. 

## Palmarès masculin

### Cross-country
| Année    | Vainqueur                 | Deuxième                  | Troisième                 |
| -------- | ------------------------- | ------------------------- | ------------------------- |
| 1992 (a) | Lennie Kristensen         |                           |                           |
| 1993 (a) | Henrik Djernis            | Michael Jørgensen         | Jan Erik Østergaard       |
| 1994 (a) | Henrik Djernis            | Michael Rasmussen         | Lennie Kristensen         |
| 1995     | Jan Erik Østergaard       | Michael Rasmussen         | Ernst Albin Hansen        |
| 1996     | Michael Rasmussen         | Ernst Albin Hansen        | Lennie Kristensen         |
| 1997     | Henrik Djernis            | Lennie Kristensen         | Jan Erik Østergaard       |
| 1998     | Henrik Djernis            | Jesper Agergaard          | Jan Erik Østergaard       |
| 1999     | Henrik Djernis            | Jesper Agergaard          | Lennie Kristensen         |
| 2000     | Henrik Djernis            | Michael Grønbech          | Peter Riis                |
| 2001     | Peter Riis                | Klaus Nielsen             | Kim Petersen              |
| 2002     | Thomas Bonne              | Christian Poulsen         | Klaus Nielsen             |
| 2003     | Klaus Vesterlund          | Peter Riis                | Peter Bech                |
| 2004     | Peter Riis                | Jakob Fuglsang            | Thomas Bonne              |
| 2005     | Peter Riis                | Jakob Fuglsang            | Klaus Vesterlund          |
| 2006     | Jakob Fuglsang            | Peter Riis                | Klaus Nielsen             |
| 2007     | Peter Riis                | Jakob Fuglsang            | Klaus Nielsen             |
| 2008     | Klaus Nielsen             | Christian Poulsen         | Thomas Bonne              |
| 2009     | Simon Tarp                | Jens Gorm                 | Benjamin Wittrup Justesen |
| 2010     | Klaus Nielsen             | Jens Gorm                 | Klaus Vesterlund          |
| 2011     | Benjamin Wittrup Justesen | Jonas Pedersen            | Casper Saltoft            |
| 2012     | Jonas Pedersen            | Benjamin Wittrup Justesen | Casper Saltoft            |
| 2013     | Klaus Nielsen             | Benjamin Wittrup Justesen | Thomas Bonne              |
| 2014     | Sebastian Fini            | Benjamin Wittrup Justesen | Klaus Nielsen             |
| 2015     | Sebastian Fini            | Benjamin Wittrup Justesen | Niels Bech                |
| 2016     | Simon Andreassen          | Sebastian Fini            | Klaus Nielsen             |
| 2017     | Sebastian Fini            | Klaus Nielsen             | Simon Andreassen          |
| 2018     | Sebastian Fini            | Simon Andreassen          | Benjamin Wittrup Justesen |
| 2019     | Sebastian Fini            | Simon Andreassen          | Benjamin Wittrup Justesen |
| 2020     | Simon Andreassen          | Sebastian Fini            | Alexander Andersen        |
| 2021     | Simon Andreassen          | Sebastian Fini            | Jonas Lindberg            |
| 2022     | Sebastian Fini            | Tobias Lillelund          | Jonas Lindberg            |
| 2023     | Sebastian Fini            | Simon Andreassen          | Jonas Lindberg            |

Multi-titrés
- 7 : Sebastian Fini
- 6 : Henrik Djernis
- 3 : Simon Andreassen, Peter Riis, Klaus Nielsen

### Marathon
| Année | Vainqueur                 | Deuxième                  | Troisième         |
| ----- | ------------------------- | ------------------------- | ----------------- |
| 2006  | Thomas Bonne              | Michael Gronbech          | Klaus Vesterlund  |
| 2007  | Jakob Fuglsang            | Thomas Bonne              | Klaus Vesterlund  |
| 2008  | Klaus Vesterlund          | Thomas Bonne              | Peter Bech        |
| 2010  | Benjamin Wittrup Justesen | Jens Gorm Hansen          | Thomas Bundgaard  |
| 2011  | Benjamin Wittrup Justesen | Casper Saltoft            | Jens Gorm         |
| 2012  | Klaus Nielsen             | Benjamin Wittrup Justesen | Sören Nissen      |
| 2015  | Sören Nissen              | Benjamin Wittrup Justesen | Thomas Bundgaard  |
| 2017  | Kasper Svendsen           | Benjamin Wittrup Justesen | Niels Bech        |
| 2018  | Simon Andreassen          | Benjamin Wittrup Justesen | Thomas Bundgaard  |
| 2019  | Benjamin Wittrup Justesen | Niklas Petersen           | Mathias Rosenberg |
| 2020  | Sebastian Fini            | Simon Andreassen          | Victor Philipsen  |

### Cross-country juniors
| Année | Vainqueur           | Deuxième              | Troisième           |
| ----- | ------------------- | --------------------- | ------------------- |
| 1992  | Michael Rasmussen   | Michael Grønbech      | Jesper Agergaard    |
| 1993  | Jesper Agergaard    | Brian Jespersen       | Jesper Larsen       |
| 1994  | Klaus Nielsen       | Thomas Bonne          | Martin Lyth         |
| 1995  | Thomas Bonne        | Martin Lyth           | Jesper Olesen       |
| 1996  | René Lohse          | Michael Petersen      | Morten Strandgaard  |
| 1997  | Peter Riis          | Kevin Christensen     | Klaus Nielsen       |
| 1998  | Klaus Nielsen       | Peter Riis            | Tommy Moberg        |
| 1999  | Kim S. Pedersen     | Rasmus Svendsen       | Tommy Moberg        |
| 2000  | Dan B. Andersen     | Dennis Herforth       | Jacob Kjeldsen      |
| 2001  | Jacob Winther       | Leck Lo-Eriksen       | Matthew Weston      |
| 2002  | Jakob Fuglsang      | Søren Søby            | Jakob Christensen   |
| 2003  | Jakob Fuglsang      | Esben Blicher         | Christian Pedersen  |
| 2004  | Thomas Juul         | Brian Vile            | Henrik Sørensen     |
| 2005  | Jakob Bering        | Casper Skovgaard      | Niels Henning       |
| 2006  | Jakob Bering        | Michael Kohberg       | Steffen Wraae       |
| 2007  | Simon Qvortrup      | Christopher Juul      | Ricky Enø           |
| 2008  | Simon Qvortrup      | Rasmus Berg           | Christoffer Lehmann |
| 2009  | Jonas Pedersen      | Frederik Kjeldsen     | Kristian Axelsen    |
| 2010  | Jonas Pedersen      | Niklas Bangsbro       | Frederik Mørkeberg  |
| 2011  | Søren Kragh         | Magnus Cort           | Joachim Trane       |
| 2012  | Sebastian Fini      | Louis Bendixen        | Søren Kragh         |
| 2013  | Louis Bendixen      | Niels Bech            | Anders Bregnhøj     |
| 2014  | Simon Andreassen    | Jonas Lindberg        | Kasper Verner       |
| 2015  | Simon Andreassen    | Jonas Lindberg        | Ketil Nordestgaard  |
| 2016  | Christian Storgaard | Jens Emil Sloth       | Niklas Patino       |
| 2017  | Alexander Andersen  | Mathias Hanghøj       | Malthe Helbo        |
| 2018  | Alexander Andersen  | Ian Millennium        | Victor Philipsen    |
| 2019  | Markus Heuer        | Tobias Lillelund (da) | Ian Millenium       |
| 2020  | Oliver Sølvhøj      | Tobias Lillelund (da) | Julius Kjær         |
| 2021  | Gustav Heby (da)    | Kristian Østergaard   | Magnus Søeberg      |
| 2022  | Gustav Heby (da)    | Hector Hjorth         | Mikkel Lose         |
| 2023  | Albert Philipsen    | Mikkel Lose           | Paw Kragh           |

Multi-titrés
- 2 : Jakob Fuglsang, Simon Andreassen, Alexander Andersen, Jonas Pedersen, Gustav Heby (da), Jakob Bering, Simon Qvortrup

## Palmarès féminin

### Cross-country
| Année | Vainqueur         | Deuxième                | Troisième               |
| ----- | ----------------- | ----------------------- | ----------------------- |
| 1995  | Lotte Bak         | Sanne Schmidt           | Ann Svendsgaard         |
| 1996  | Lotte Schmidt     | Maiken Jørgensen        | Helle DeLeva            |
| 1997  | Lotte Schmidt     | Nadine Bruhn            | Melina Rasmussen        |
| 1998  | Nadine Bruhn      | Pernille Hansen         | Birte Dabelstein        |
| 1999  | Nadine Bruhn      | Susanne Berg            | Lotte Schmidt           |
| 2001  | Mette Fischer     | Lotte Schmidt           | Lis Jacobsen            |
| 2002  | Mette Andersen    | Lotte Schmidt           |                         |
| 2003  | Mette Andersen    | Dorte Lohse             | Lis Jacobsen            |
| 2004  | Mette Andersen    | Lis Jacobsen            | Sandra Dolcerocca       |
| 2005  | Julie Bollerup    | Sandra Dolcerocca       | Kariatta Esther Koroma  |
| 2006  | Sandra Dolcerocca | Anna-Sofie Nørgaard     | Kristine Nørgaard       |
| 2007  | Sandra Dolcerocca | Kristine Nørgaard       | Anna-Sofie Nørgaard     |
| 2008  | Marie Kunst       | Sandra Dolcerocca       | Annika Langvad          |
| 2009  | Annika Langvad    | Signe Diana Strandvig   | Mette Marie Kronborg    |
| 2010  | Annika Langvad    | Mette Marie Kronborg    | Nikoline Hansen         |
| 2011  | Annika Langvad    | Rikke Kornvig           | Tine Vogt               |
| 2012  | Annika Langvad    | Rikke Kornvig           | Helle Qvortrup Bachmann |
| 2013  | Annika Langvad    | Helle Qvortrup Bachmann | Vanessa Salinas         |
| 2014  | Annika Langvad    | Lisette Rosenbeck       | Julie Solbjerg Appel    |
| 2015  | Annika Langvad    | Malene Degn             | Helle Haugaard          |
| 2016  | Annika Langvad    | Malene Degn             | Maj Thomsen             |
| 2017  | Annika Langvad    | Malene Degn             | Maj Thomsen             |
| 2018  | Annika Langvad    | Malene Degn             | Caroline Bohé           |
| 2019  | Malene Degn       | Maj Thomsen             | Viktoria Smidth Knudsen |
| 2020  | Annika Langvad    | Malene Degn             | Ann-Dorthe Lisbygd      |
| 2021  | Caroline Bohé     | Malene Degn             | Ann-Dorthe Lisbygd      |

### Marathon
| Année | Vainqueur          | Deuxième                | Troisième               |
| ----- | ------------------ | ----------------------- | ----------------------- |
| 2006  | Kristine Nørgaard  | Anna-Sofie Nørgaard     | Marie Larsen Kunst      |
| 2007  | Marie Larsen Kunst | Anna-Sofie Nørgaard     | Helle Qvortrup Bachmann |
| 2008  | Kristine Nørgaard  | Annika Langvad          | Marie Larsen Kunst      |
| 2010  | Rikke Kornvig      | Anne Thorbjørn          | Tine Maria Henriksen    |
| 2011  | Rikke Kornvig      | Helle Qvortrup Bachmann | Cathrine Grage          |
| 2015  | Maj Thomsen        | Lisette Rosenbeck       | Helle Haugaard Jessen   |
| 2017  | Marlene Jakobsen   | Maj Thomsen             | Anna-Sofie Nørgaard     |
| 2018  | Annika Langvad     | Ann-Dorthe Lisbygd      | Maj Schneider Thomsen   |
| 2019  | Camilla Sogaard    | Ann-Dorthe Lisbygd      | Viktoria Smidth Knudsen |
| 2020  | Annika Langvad     | Ann-Dorthe Lisbygd      | Viktoria Smidth Knudsen |